# Volcán Tecuamburro
El Volcán Tecuamburro es un estratovolcán ubicado en departamento de Santa Rosa, en el suroriente de Guatemala.  Está situado a 10 km al norte de Guazacapán y tiene una altitud de 1,845 m s. n. m. El Tecuamburro es un estratovolcán andesítico que se formó aproximadamente hace 38.000 años en el interior de una caldera en forma de herradura formada por un fallo estructural en un segundo. Su última erupción data de hace 3000 años, por lo tanto es considerado un volcan dormido que algún día pueda despertar.
Al norte del volcán se encuentra la laguna de Ixpaco, un lago de cráter.